# ピエール・ロシュ
ピエール・ロシュとして知られる、ピエール・アンリ・フェルディナン・マシニョン（Pierre Roche 、本名: Pierre Henry Ferdinand Massignon 、1855年8月2日 - 1922年1月18日）はフランスの彫刻家、画家、版画家、工芸家である。公園などの公共施設の彫刻を制作したことで知られる。宗教学者,イスラム学者のルイ・マシニョンの父親である。

## 略歴
パリで薬剤師の息子に生まれた。母方の祖父の名前、ピエール・ロシュで芸術活動をした。薬学を学んだ後、1873年に私立の美術学校、アカデミー・ジュリアンに入学し、アルフレッド・ロルのスタジオで1787年まで絵を学んだ。1884年から1889年まで、パリのサロンに作品を出展した。
彫刻家、ジュール・ダルーのスタジオで彫刻を学び始め1888年にダルーに勧められて、ジョルジュ・ダントンの記念像の制作コンペティションに参加した。その後、リュクサンブール公園に設置された『努力(L'Effort)』（別名『アルフェイオス川の流れを変えるヘラクレス』）やブリニョール＝ガリエラ広場の噴水などの公共施設の彫刻作品の依頼を受け制作した。
一方、版画家としては1896年に美術文芸雑誌、「ラ・プリュム(La Plume)」の展覧会、サロン・デ・サンで多くのポスターを展示した 。「Gyspograph」と呼ばれる石膏を使った版画の手法も試みた.。工芸家としても活動した。
1910年にレジオンドヌール勲章（シュヴァリエ）を受勲した。

## 作品

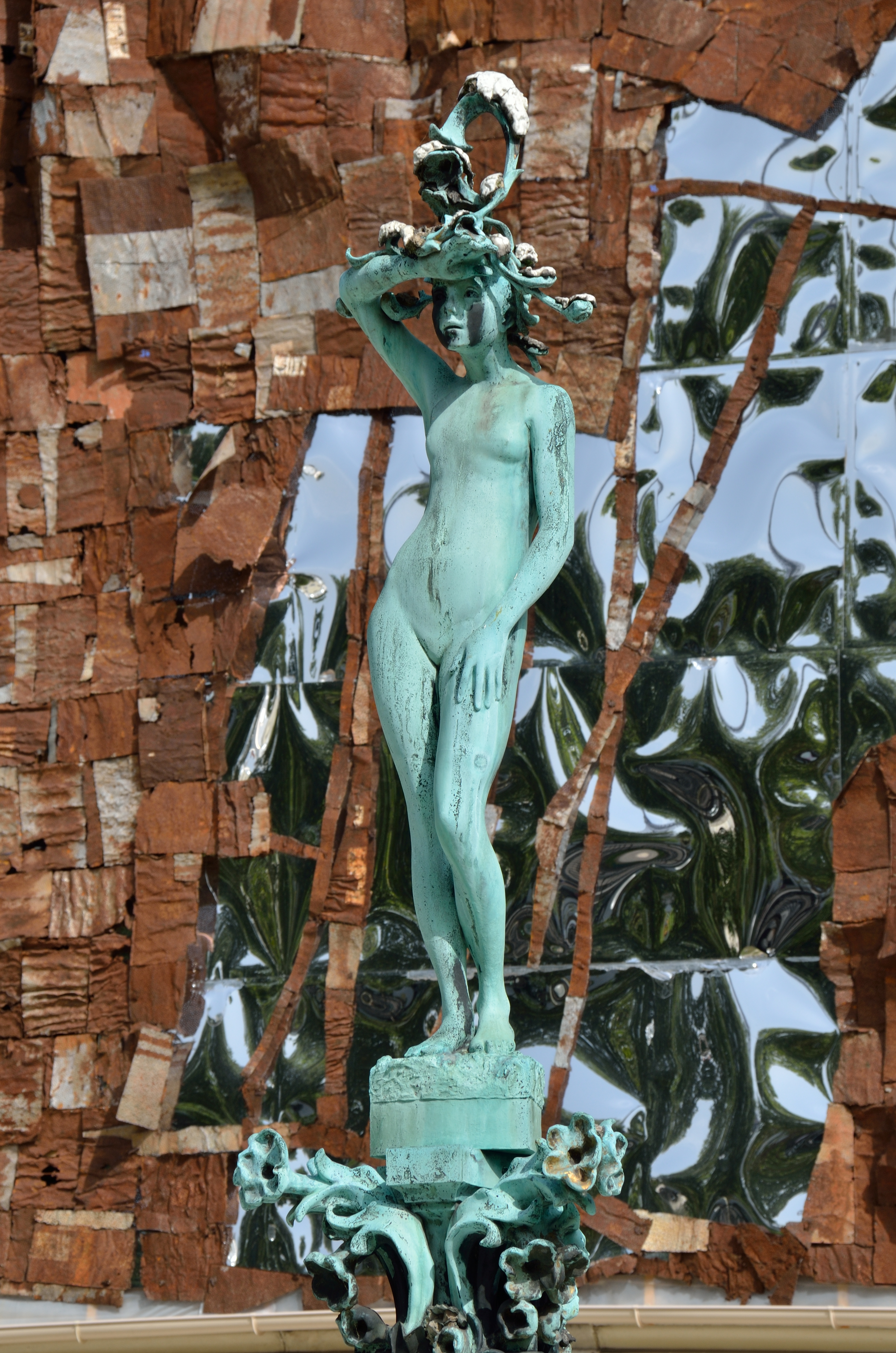
ブリニョール＝ガリエラ広場の噴水
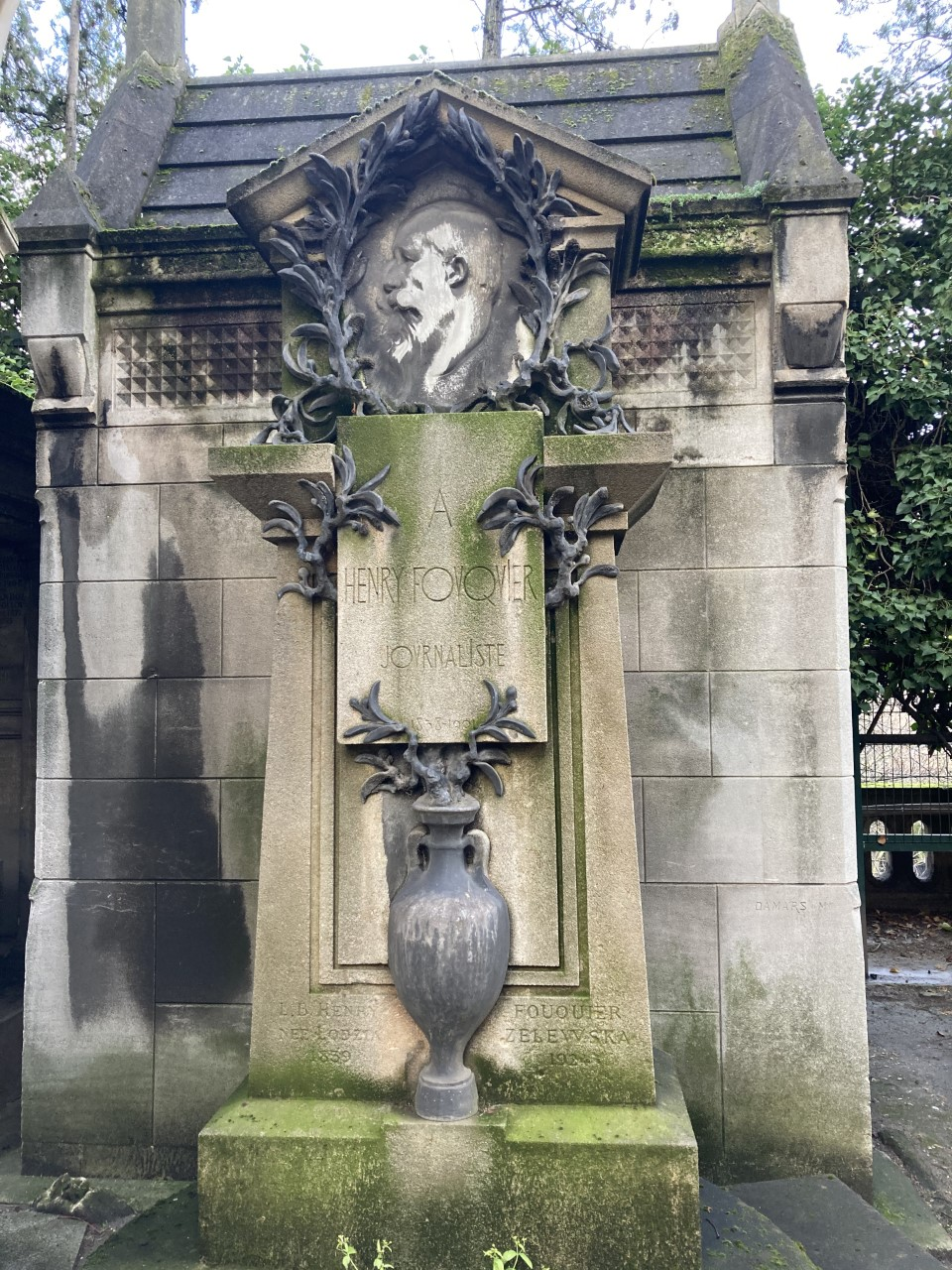
アンリ・フキエ(Henry Fouquier)の墓標
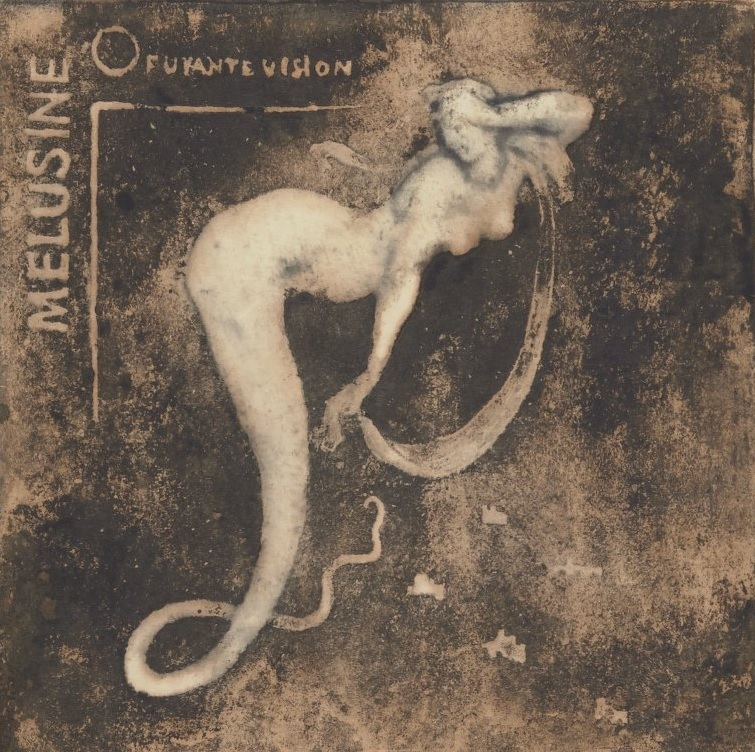
Mélusine (1900)（Gyspograph版画）
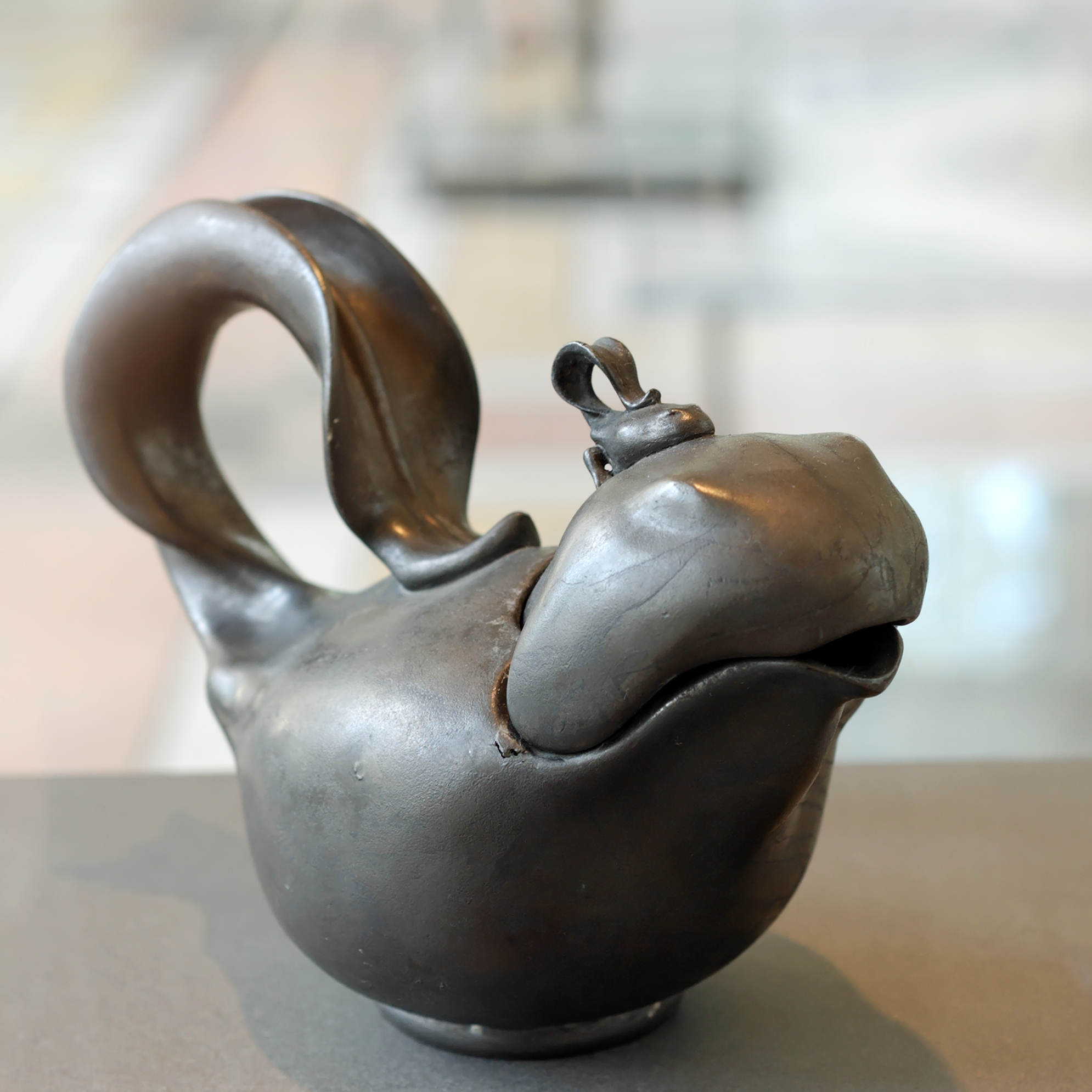
オタマジャクシの水差し